# Crayon Shin-chan - Ankoku tamatama dai tsuiseki
Crayon Shin-chan - Ankoku tamatama dai tsuiseki (クレヨンしんちゃん 暗黒タマタマ大追跡?, Kureyon Shin-chan - Ankoku tamatama dai tsuiseki, letteralmente "Crayon Shin-chan - La grande ricerca delle sfere oscure") è un film d'animazione del 1997 diretto da Keiichi Hara.
Si tratta del quinto film basato sul manga e anime Shin Chan. Come per gli altri film di Shin Chan, non esiste un'edizione italiana del lungometraggio.
Nel film fa un cameo Yoshito Usui, l'autore di Shin Chan.

## Trama
Un giorno, Shin-chan incontra un travestito che dorme in un prato, e accanto a lui vi è una pallina, che Shin prende e porta con sé. Una volta arrivato a casa, la pallina finisce nelle mani di Himawari, che la inghiotte.
Quello stesso giorno, di notte, tre travestiti in cerca della pallina si rendono conto che l'ha ingoiata Himawari e prendono in ostaggio tutta la famiglia.
I tre appartengono al clan dei Mariconchis e perseguono il clan dei Cataplines.
Dopo alcune battaglie con il clan avversario, con relativa vincita, arriva il momento di risvegliare un travestito, prodotto dal Diavolo, e lo si può fare solamente mettendo la pallina in una statua.

## Personaggi e doppiatori
| Personaggio       | Doppiatore     |
| ----------------- | -------------- |
| Shinnosuke Nohara | Akiko Yajima   |
| Hiroshi Nohara    | Keiji Fujiwara |
| Misae Nohara      | Miki Narahashi |
| Himawari Nohara   | Satomi Koorogi |

## Distribuzione

### Edizioni home video
In Giappone il film è stato distribuito in VHS il 25 aprile 1998 e in DVD il 22 aprile 2005.